# Lazada Việt Nam
Lazada Việt Nam là một sàn giao dịch thương mại điện tử, là một phần của Lazada Group – tập đoàn thương mại điện tử đa quốc gia và hiện đang có chi nhánh tại Indonesia, Philippines, Singapore, Thái Lan và Malaysia. Tập đoàn Lazada hiện thuộc sở hữu của tập đoàn Alibaba.
Lazada được điều hành bởi giám đốc kiêm nhà sáng lập người Đức Maximilian Bittner. Sau đó, tập đoàn Alibaba của tỷ phú người Trung Quốc Jack Ma mua lại và hoàn tất thương vụ vào đầu năm 2016.

## Lịch sử
Lazada Việt Nam được thành lập vào tháng 3 năm 2012.

## Mô hình kinh doanh.
Lazada có mô hình market place – là trung gian trong quy trình mua bán online. Trong tháng 1 năm 2016, Lazada Việt Nam xác nhận rằng công ty hiện đang làm việc với 3000 nhà cung cấp với 500.000 sản phẩm khác nhau.
Năm 2013, Lazada Việt Nam khánh thành nhà kho đầu tiên tại khu công nghiệp Vĩnh Lộc, thành phố Hồ Chí Minh. Ngay sau đó một trung tâm điều phối được mở tại Đông Nam Bộ trong năm 2014 nhằm phục vụ cho số lượng khách hàng tăng cao tại khu vực này.
Đến tháng 3 năm 2016, Lazada Việt nam có 35 trung tâm điều phối và 1 đội ngũ vận chuyển Lazada Express (LEX) do chính công ty cung cấp nhằm hỗ trợ vận chuyển trực (FBL) cho nhà bán hàng.

## Trụ sở công ty
Công ty đặt trụ sở chính tại lầu 19, 20 Saigon Centre, 67 Lê Lợi, phường Bến Nghé, Quận 1, thành phố Hồ Chí Minh.
Chi nhánh kho giao nhận, đổi trả chính:
- Kho xưởng 1-2, Cụm 1, Đường M14, KCN Tân Bình mở rộng, phường Bình Hưng Hòa, quận Bình Tân, TP. Hồ Chí Minh.
- Kho Lazada.vn, Nhà kho số 1, thửa đất số 7, tờ bản đồ 5, thôn Roi Sóc, phường Phù Chẩn, thành phố Từ Sơn, tỉnh Bắc Ninh.